# Рыркайпий
Рырка́йпий (чук. Рыркампан, от рыркы «морж» + -мпан от ӈыпэк «вылезать») — национальное чукотское село в Иультинском районе Чукотского автономного округа России.

## Географическое положение
Расположено на берегу Чукотского моря, на мысе Отто Шмидта, напротив о. Врангеля. Находится за Северным полярным кругом, в зоне распространения вечной мерзлоты.

## История
Впервые этот населённый пункт был упомянут и нанесён на карту в 1791 году Иосифом Биллингсом во время сухопутного перехода на собачьих упряжках от Мечигменской губы до Чаунской и к реке Большой Анюй.
Название села переводится с чукотского языка как «лежбище моржей», это объясняется большим количеством моржей на близко расположенном лежбище у побережья Чукотского моря. Само лежбище расположено недалеко от села, на утёсе Кожевникова. Осенью 2017 года более ста моржей, напуганные хищником, в панике спрыгнули с утёса и разбились. Как следствие, к утёсу в поисках пищи вышло два десятка белых медведей. Население села оказалось под угрозой нападения хищников.

## Население
| 2002 | 2009 | 2010 | 2011 | 2012 | 2013 | 2014 |
| ---- | ---- | ---- | ---- | ---- | ---- | ---- |
| 909  | ↘743 | ↗766 | ↘677 | ↗711 | ↘680 | ↘636 |
| 2015 | 2019 | 2021 |      |      |      |      |
| ↘601 | ↘533 | ↘527 |      |      |      |      |

## Экономика и социальная инфраструктура
В селе находится центральная усадьба крупного оленеводческого хозяйства «Пионер», где занято большинство местных жителей. Также получило развитие морское звероводство и рыболовство.
Имеется школа-интернат, детский сад «Льдинка», участковая больница, отделение связи.
Улицы: Мира, Пламенная, Полярная, Солнечная, Строительная, Тевлянто, Транспортная, Челюскинцев, Шмидта.

## Транспорт
В селе берёт начало 435-километровый автозимник в направлении Полярный — Биллингс — Комсомольский.
По круглогодичной насыпной автодороге налажено регулярное автобусное сообщение с соседним посёлком Мыс Шмидта.
Воздушное сообщение с населёнными пунктами Чукотки осуществляется через аэропорт Мыс Шмидта.

## Культура
В селе есть любительское объединение «Театр и книга», женский национальный клуб «Полярная звезда», драматический кружок, народный национальный фольклорный ансамбль «Рырка».
На территории поселения установлен памятник путешественнику и исследователю побережья Чукотки Адольфу Эрику Норденшельду, который на шхуне «Вега» в 1878—1879 годах совершил первое сквозное плавание с запада на восток (с зимовкой в пути у берегов Чукотки) и нанес на карту малоизвестные районы побережий арктических морей.